# Relikwiarz Trzech Króli
Relikwiarz Trzech Króli – dzieło Mikołaja z Verdun stanowiące jeden z najważniejszych przykładów europejskiego rzemiosła artystycznego wieków średnich. Wewnątrz kryje relikwie Trzech Króli – patronów Kolonii. Ponadto przechowuje relikwie świętych Nabora i Feliksa oraz Grzegorza ze Spoleto. Relikwiarz stanowi zasadniczą część ołtarza głównego w katedrze pw. św. Piotra i NMP w Kolonii.

## Historia
Tradycja Trzech Króli związana jest z Kolonią od XII wieku. W 1164 r. arcybiskup koloński Rainald z Dassel kierujący kancelarią cesarza Fryderyka Barbarossy przywiózł z podbitego Mediolanu nad Ren wojenną zdobycz – relikwie, które w Mediolanie czczone były jako szczątki Trzech Króli. O sposobie dostania się relikwii do Italii wiadomo z XII-wiecznego Żywota biskupa Eustorgiusza. Według tego dokumentu doczesne szczątki Trzech Króli miała znaleźć w IV w. w Jerozolimie św. Helena, matka cesarza Konstantyna Wielkiego, po czym miała je wysłać do Konstantynopola. Stamtąd jeszcze w IV w. zostały przewiezione do kościoła w Mediolanie przez biskupa Eustorgiusza. Według innych źródeł Mediolańczycy do 1158 r. nic nie wiedzieli o posiadanych przez siebie relikwiach Mędrców ze Wschodu. Dowiedzieli się o ich pochodzeniu dopiero wówczas, gdy z powodu oblężenia miasta musieli zabrać relikwie z położonego u jego bram kościoła.
Rainald z Dassel przyniósł Kolonii w XII wieku nie tylko relikwie, ale także inne przedmioty kultu religijnego, m.in. Madonnę Mediolańską. Od tego momentu nastąpił gwałtowny rozwój miasta – polityczny, gospodarczy i kulturalny; przyniesienie i konsekracja relikwii podniosły zaś prestiż Kolonii na arenie międzynarodowej. W krótkim czasie miasto to stało się jednym z największych ośrodków kultu religijnego. Obok relikwii Trzech Króli w mieście znajdowały się już przedmioty czci związane ze św. Urszulą oraz św. Gereonem. W rezultacie Kolonia stała się jednym z najważniejszych punktów docelowych pielgrzymek chrześcijańskiej Europy – ustępowała jedynie takim ośrodkom jak Jerozolima, Rzym, Santiago de Compostela i pobliski Akwizgran. Relikwie Trzech Króli umocniły pozycję cesarza; ze względu na ciągle powtarzający się w średniowieczu spór o inwestyturę świeccy władcy tłumaczyli fakt posiadania tak ważnych relikwii jako dany przez Boga dowód na „prawowitość” ich władzy, która nie potrzebowała już papieskiego błogosławieństwa.
Obecny relikwiarz został wykonany między ok. 1181 a ok. 1230 rokiem przez złotnika Mikołaja z Verdun.
W 1248 r. arcybiskup Konrad von Hochstaden położył kamień węgielny pod budowę gotyckiej katedry, która miała się stać symbolicznym kamiennym relikwiarzem dla sarkofagu Trzech Króli. W miejscu tym przetrwał aż do końca wieku XVIII, do wydarzeń związanych z rewolucją francuską. Gdy w 1794 r. wojska francuskie zajęły Kolonię, kapituła katedralna w tajemnicy przeniosła w bezpieczne miejsce większość wyposażenia katedry, w tym również skarbiec oraz relikwiarz, który wywędrował m.in. do Arnsbergu i Bambergu. W 1804 r. powrócił do Kolonii. Ewakuacja i wędrówka tego cennego dzieła złotnictwa przyczyniła się do pojawienia się na nim licznych drobnych uszkodzeń. Kilkakrotnie konserwowany, obecny wygląd otrzymał po gruntownej renowacji w latach 1961–1973. Do dziś pełni pierwotną funkcję. Podczas swoich pielgrzymek do Niemiec modlił się przy relikwiach Trzech Króli Jan Paweł II. W dniu 18 sierpnia 2005 r. Benedykt XVI przybył do katedry kolońskiej w ramach XX Światowych Dni Młodzieży.

## Wygląd

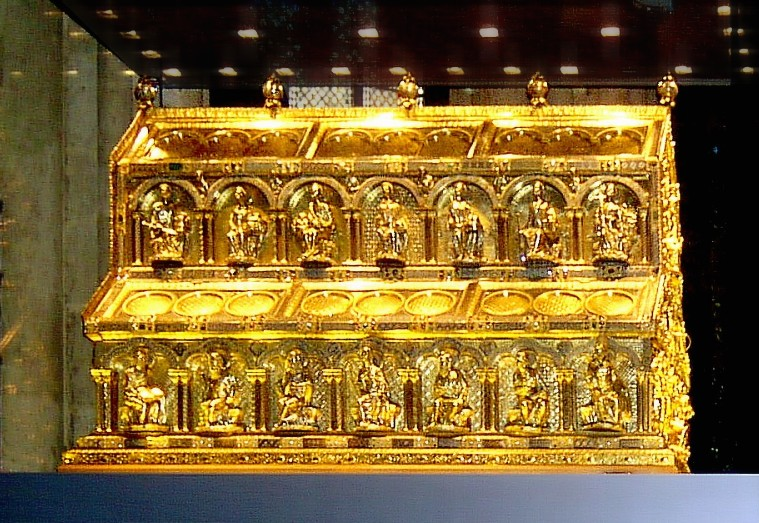
Relikwiarz Trzech Króli – tzw. Strona Salomona

Relikwiarz Trzech Króli ma szerokość 110 cm, wysokość 153 cm i długość 220 cm. Wykonany został z dębowego drewna i srebra (najważniejsze figury ze srebra pozłacanego), a następnie pokryty złotą, srebrną i miedzianą blachą. Dzieło jest kameryzowane, ma elementy emalii żłobkowej oraz komórkowej. Ponadto relikwiarz zdobiony jest antycznymi gemmami oraz kameami.
Dzieło ma formę rozbudowanego relikwiarza skrzynkowego o dwóch krótszych i dwóch dłuższych bokach. Kształtem przypomina trzynawową bazylikę: obok siebie stoją dwa sarkofagi, na których spoczywa trzeci.
Na stronie czołowej (widocznej od strony prezbiterium) znajduje się cykl chrystologiczny o charakterze epifanicznym. Tworzą go cztery całopostaciowe sceny – trzy w dolnej części, jedna w górnej. Centralną część dolnej partii zajmuje Madonna z Dzieciątkiem w typie Sedes sapientiae, umieszczona w arkadzie. Maryja w geście błogosławieństwa wskazuje prawą ręką na Trzech Króli. Po bokach, w arkadach o trójlistnych łukach ukazane są dwie sceny: po lewej – Pokłon Trzech Króli (towarzyszy tej scenie Otto IV), po prawej – Chrzest Chrystusa. Powyżej widać motyw paruzyjny – tronującego Chrystusa sądzącego w asyście dwóch aniołów, z których stojący po prawej stronie Zbawiciela trzyma kielich i patenę, drugi zaś – księgę. Scena ta wpisana jest w trójlistną arkadę; powyżej wyłaniają się anioły trzymające Arma Christi.
Tylna strona (widoczna od strony wschodniej) zawiera motyw pasyjny. Na dwóch dolnych arkadach pokazane są sceny Biczowania i Ukrzyżowania (nad arkadą, w oculusie, Bóg Ojciec z księgą). Pośrodku siedzi prorok Izajasz. Powyżej widać scenę nawiązującą do zbawczego wymiaru śmierci męczeńskiej Chrystusa – koronację męczenników. Chrystus ukazany jest w akcie wywyższenia stojących po bokach męczenników – Feliksa i Nabora. Poniżej pośrodku znajduje się popiersie arcybiskupa Rainalda z Dassel. W oculusach są popiersia męczenników.
Dłuższe boki relikwiarza określane są w literaturze jako Strona Salomona (od str. północnej) i Dawidowa (od str. południowej). Podobnie jak na krótszych bokach zachowano piętrową kompozycję oraz arkadowy podział. W każdym z boków znajduje się po siedem arkad na każdej z kondygnacji. Program ikonograficzny zawarty w nich skupia się na całopostaciowych wizerunkach apostołów (w górnej części) i proroków. Na środkowych osiach wśród proroków znajdują się królowie Dawid i Salomon. Większość postaci scen głównych ukazanych jest en face; są to portrety w typie reprezentacyjnym. Każdą z nich cechuje dostojność podkreślona bogatym ubiorem. Na kolumnach, łukach arkadowych i obramieniach dominują wyszukane dekoracje z motywami geometrycznymi, floralnymi oraz zoomorficznymi, wśród których znajdują się m.in. mniejsze figurki aniołów. Pośród całej gamy barwnych kamieni szlachetnych można dostrzec dużo starszych elementów, które stanowią antyczne gemmy i kamee, oraz aplikacje wykonane w technice emalii – m.in. gemma z I w. n.e. z wizerunkiem bogini Wenus, kamee z portretami m.in. Meduzy i cesarza Nerona, także z I w.

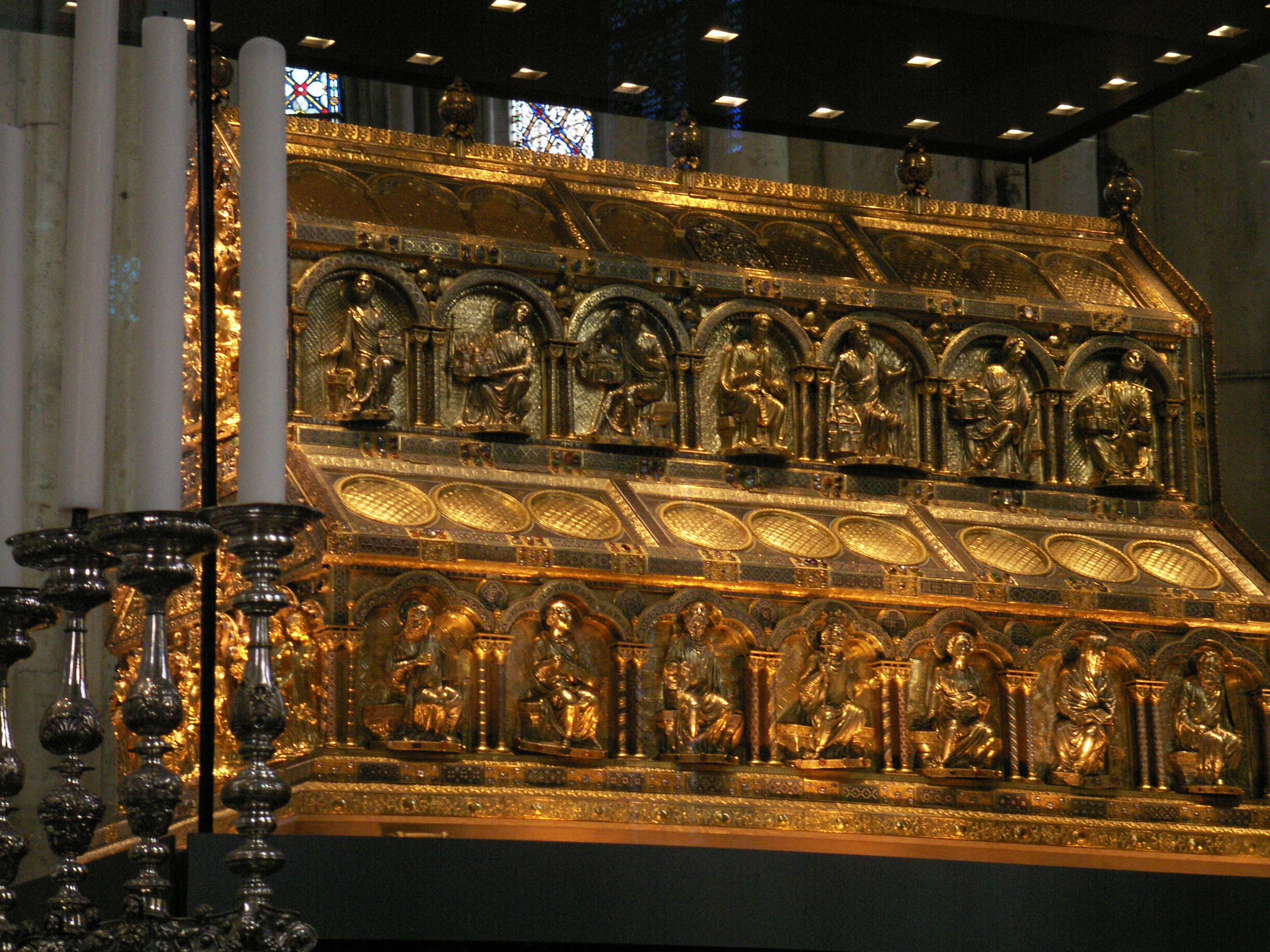
Relikwiarz Trzech Króli - tzw. Strona Dawida

Kształt relikwiarza ma wiele znaczeń. Składa się z trzech mniejszych sarkofagów dostosowanych do pochówku relikwii każdego z Trzech Króli. Ponadto odzwierciedla myśl teologiczną doby średniowiecza, przede wszystkim aspekt trynitarny – scalenie trzech części w integralną całość symbolizuje Boga w Trójcy Świętej. Podział na dwie kondygnacje odwołuje się do dwóch okresów życia Chrystusa: w dolnej części sarkofagu czas przed męką i śmiercią Jezusa, czas sub lege – pod prawem, natomiast w górnej części – czas po zmartwychwstaniu Jezusa, czas sub gratia – czas łaski. Integracja apostołów i proroków odnosi się do ciągłości zawartej w Biblii nauki Bożej.
W scenie Pokłonu Trzech Króli nieprzypadkowo jest ukazany cesarz Otto IV. Był fundatorem tego dzieła sztuki, ponadto ufundował m.in. korony na głowy Trzech Króli, ustanowione później herbem Kolonii.
Dawniej również dachy sarkofagu zdobiły reliefy: przedstawiały one m.in. sceny z życia Jezusa i z księgi Apokalipsy Św. Jana.